# Bruckmühle (Bad Berneck im Fichtelgebirge)
Bruckmühle (früher auch Röhrenhofermühle genannt) ist ein Gemeindeteil der Stadt Bad Berneck im Fichtelgebirge im Landkreis Bayreuth (Oberfranken, Bayern). Bruckmühle liegt in der Gemarkung Escherlich.

## Geografie
Die Einöde bildet mit Goldmühl im Westen und Escherlich im Osten eine geschlossene Siedlung. Diese liegt am Weißen Main und an der Staatsstraße 2163. Eine Gemeindeverbindungsstraße führt nach Zoppaten (0,7 km südöstlich).

## Geschichte
Bruckmühle gehörte zur Realgemeinde Röhrenhof. Gegen Ende des 18. Jahrhunderts bestand Bruckmühle aus einem Anwesen. Die Hochgerichtsbarkeit stand dem bayreuthischen Stadtvogteiamt Berneck zu. Das Kastenamt Gefrees war Grundherr der Mahl- und Schneidmühle.
Von 1797 bis 1810 unterstand Bruckmühle dem Justiz- und Kammeramt Gefrees. Infolge des Ersten Gemeindeedikts wurde Bruckmühle dem 1812 gebildeten Steuerdistrikt Goldkronach und der zugleich gebildeten Ruralgemeinde Escherlich zugewiesen. Im Zuge der Gebietsreform in Bayern wurde Bruckmühle am 1. Mai 1978 in Bad Berneck im Fichtelgebirge eingegliedert.

### Einwohnerentwicklung
| Jahr      | 001818 | 001819 | 001861 | 001871 | 001885 | 001900 | 001925 | 001950 | 001961 | 001970 | 001987 |
| Einwohner | 16     | *      | 21     | 18     | 13     | 29     | 20     | 19     | 20     | 15     | 3      |
| Häuser    | 2      |        |        |        | 3      | 3      | 2      | 2      | 3      |        | 1      |
| Quelle    | [ 6 ]  | [ 9 ]  | [ 10 ] | [ 11 ] | [ 12 ] | [ 13 ] | [ 14 ] | [ 15 ] | [ 16 ] | [ 17 ] | [ 1 ]  |

## Religion
Bruckmühle ist evangelisch-lutherisch geprägt und nach St. Erhard (Goldkronach) gepfarrt.